# 능지

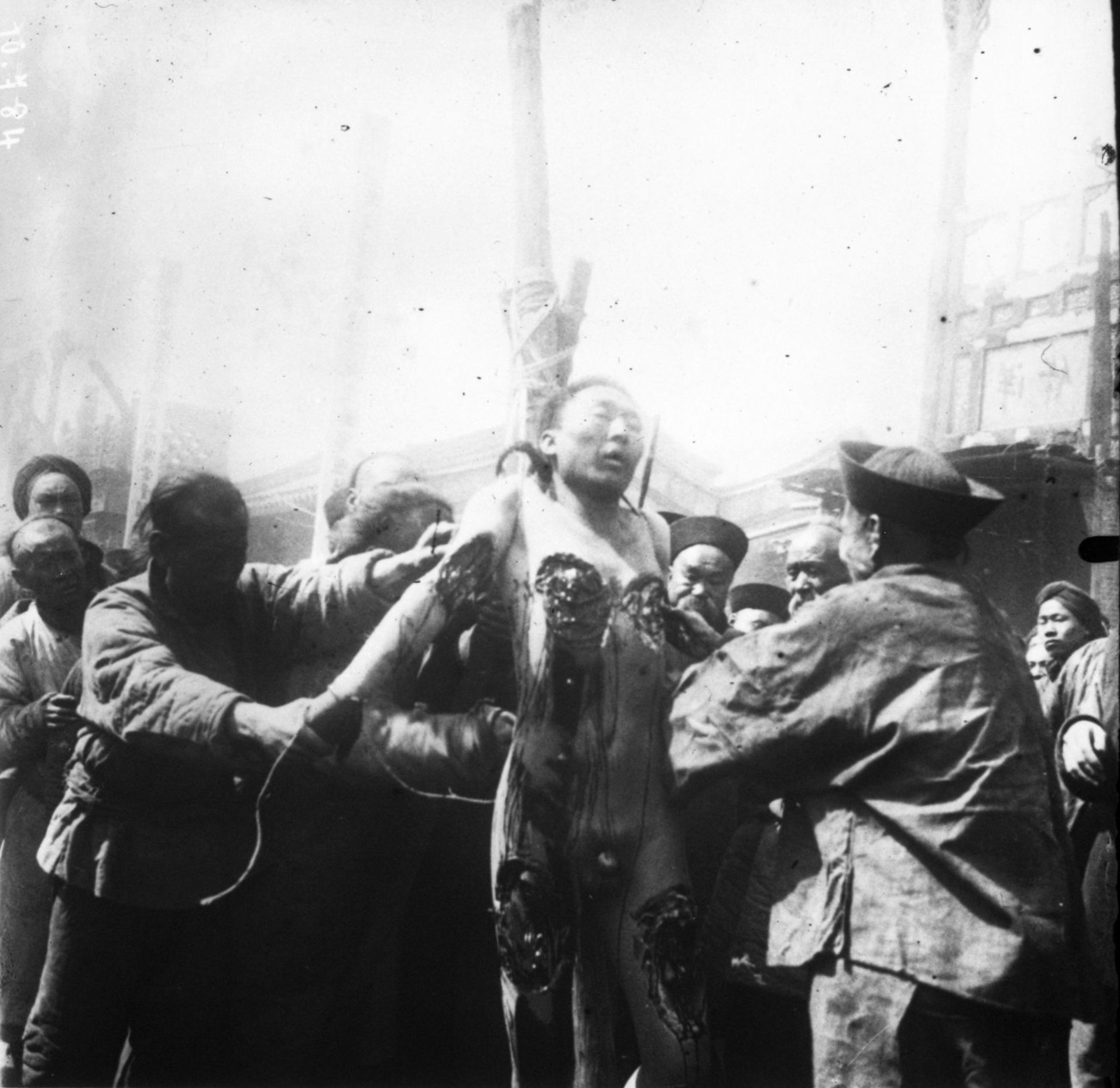
1910년 촬영된 능지형.

능지(凌遲)란 고대 중국에서 청대까지 걸쳐 시행되었던 중국의 사형 방법의 하나로, 한국 등에서도 행해졌다. 산 채로 살을 회뜨는 형벌로, 사형 중에서도 반역 등 일급의 중죄인에게 실시하는 가장 무거운 형벌이었다. 또한 사형 종류 중 가장 잔인한 방법이기도 하였다. 대명률에서는 능지처사(凌遲處死)라고 하였으며, 한국에서는 능지처참(凌遲處斬, 문화어: 릉지처참)이라고도 불리었다.
능지는 본래 경사가 완만하여 천천히 힘들이지 않고 갈 수 있는 구릉지를 의미하였는데, 말의 의미가 변하여 사람을 천천히 고통스럽게 죽이는 형벌의 이름이 되었다. 속칭으로 살천도(殺千刀)라고 하는데, 천 번 칼질하여 죽인다는 뜻에서 이런 이름이 붙었으며 실제로 죄인에게 6천 번까지 난도질을 가한 기록이 있다.
정확한 방법은 죄인이 발버둥쳐서 살을 포뜨기 힘든 상황이 발생하는 것을 막기 위해 죄인에게 일단 아편을 먹여서 정신이 멍한 상태로 만들어 놓은 후 작은 칼로 죄인의 살을 최대한 작게 계속해서 포를 떠서 잘라내는 형벌이다. 보통 과다출혈이나 쇼크사로 사망하는 경우가 많기 때문에 형을 끝까지 집행하기 위해서 혈관을 피해서 살점만 도려내는 기술이 발달했다.
사형 방법 중에서 가장 치욕스럽고 불명예스러우며 고통스러운 방법에 해당하는 사형 방법이다. 같은 사형수라 해도 어지간히 큰 죄를 짓지 않는 한 능지형에 처하는 일은 거의 없다. 주로 죄질도 아주 나쁜 데다가 괘씸죄까지 덧붙을 정도로 형을 선고하는 사람이 죄인에게 깊은 원한을 갖고 있어야 선고 및 집행이 가능한 유사이래 최고의 형벌이다. 여기서 더 발달한 능지형은 죄인의 몸에 양념을 뿌려가면서 살을 도려낸다.

## 중국

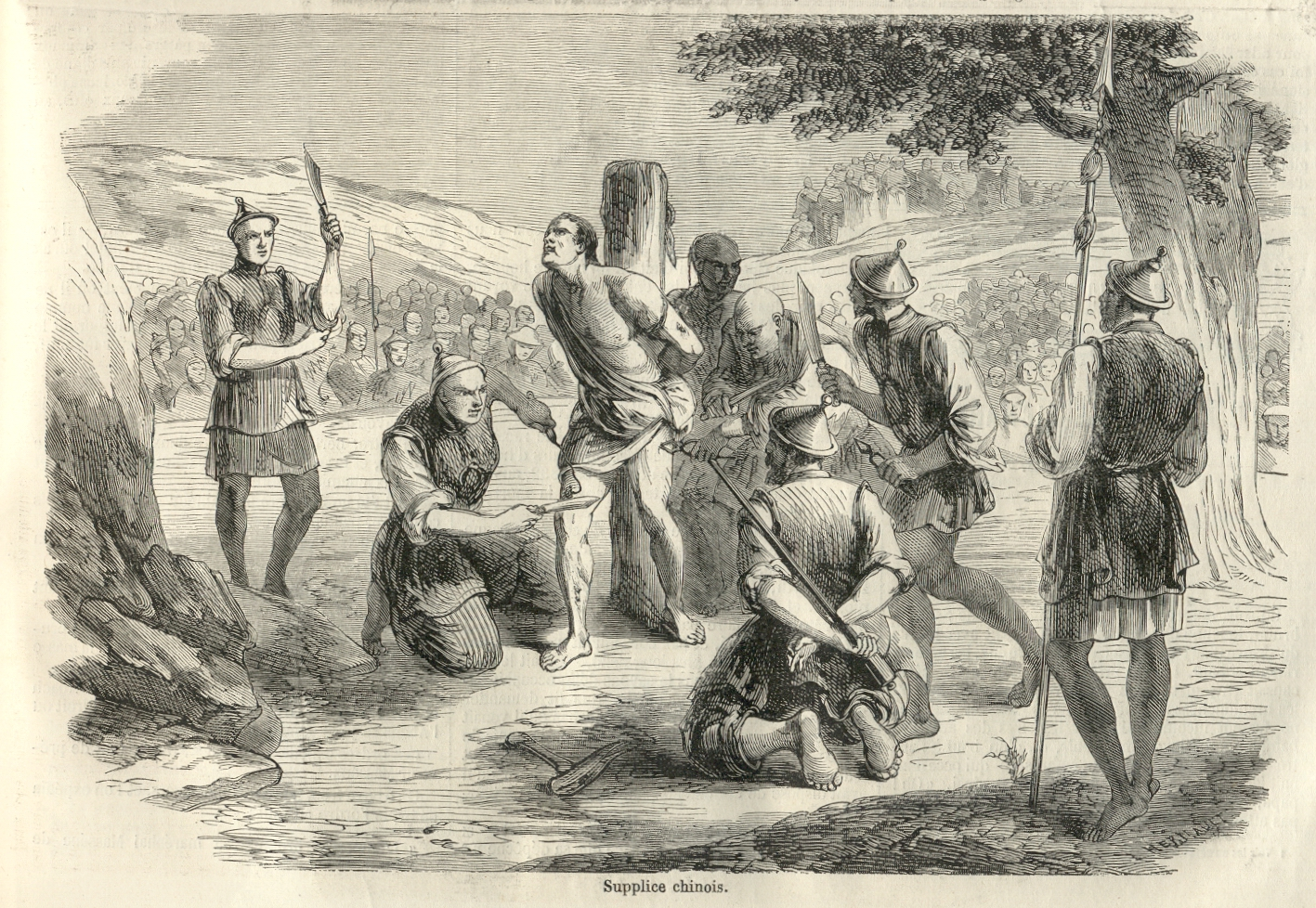
프랑스 선교사들이 중국에서 능지처참 당하는 1858년 삽화, 삽화는 1858년 그려졌지만 이 능지형은 1856년 집행되었으며 사형수는 프랑스의 선교사 오귀스트 샤프들랭이다.

### 시대별 특징

#### 고대 국가 시기
사형 집행에 걸리는 시간이 길고 죄인에게 끔찍한 고통을 주기 때문에 이미 고대 중국에서 황제에게 형의 폐지를 건의하는 의견이 있었으며, 일부 시대에는 형이 집행되지 않았다.

#### 송나라 시기
중국 송나라 때에는 과형(剮刑, 죄인의 살점을 도려내는 형벌)으로 불렸으며, 천도만과(千刀萬剮, 천 번 살을 베어내고 만 번 뼈와 살을 발라낸다) 라는 사자성어로도 불리었다.
방법은 죄인을 십자가 모양의 형틀에 묶어 고정시킨 후, 팔이나 다리 등 사지를 손가락 발가락 끝부터 조금씩 시간을 두고 잘라낸다. 그리고 상처가 어느 정도 아문 후에 다시 조금씩 잘라낸다. 팔다리의 사지를 잘라낸 후에는 동체를 덜 치명적인 부분부터 잘라내기 시작하여 죄인이 죽음에 이르면 나머지 부분을 토막낸다. 이것은 관절 단위로 토막을 낸다는 의미가 아니라, 말 그대로 회를 뜨듯이 얇은 살점으로 잘라내어 수형자의 고통을 극대화하였다. 가슴을 도끼로 부숴 내장을 끄집어내고 목을 자르기 전에 이미 죄인이 죽어있는 경우가 대부분이었으나, 보는 군중들로 하여금 공포감과 준법심을 극대화하는 효과가 있었다.

#### 명나라 시기
능지형이 가장 활발히 진행되었던 시대는 단연 명왕조였다. 환관으로서 매관매직과 축재를 일삼으며 권력을 휘두르던 유근(劉瑾)이 황제의 자리를 찬탈하려다 체포되어 3일에 걸쳐 하루 평균 2,000회의 칼질을 해 도합 6,000번의 칼질이 가해져 당대 최고의 기록을 세웠다. 사실 이틀째 되던 날에 유근은 이미 죽어있었으며, 사흘째 되던 날 몸통과 머리만 남은 유근의 시체는 장대에서 끌어내려져 가슴께를 도끼로 부순 뒤에 내장을 끄집어 낸 후 목을 잘라 장대 위에 함께 걸어보임으로써 형은 모두 끝났다. 갈기갈기 찢어진 그의 몸통을 본 군중 중 그에게 핍박당했거나 그의 모함으로 처형을 당한 유족들이 너나할 것 없이 달려들어 시신을 물어뜯었는데, 어떤 남자의 입에는 유근의 성기가 물려있었다고 전한다. 당대의 다른 기록에서는 유근이 받은 칼질 횟수가 4,780여회였다고 기록해 놓기도 했다.
유근이 살아있던 당시 유근의 모함으로 어머니와 여동생을 범하고 패륜을 저질렀다는 명목으로 능지를 당했던 진사 정만(鄭曼)의 경우, 3,600번이나 되는 칼질을 당했으나 가슴을 도끼로 부수기 전까지 살아있었다고 한다.

#### 청나라 시기
청나라 후기로 와서는 회를 뜬다는 초기의 형식에서 변칙이 가해져서, 팔다리의 관절부위를 회뜨고 관절을 뜯어낸 다음, 손발가락을 잘라내고 손등과 발등을 회뜬 뒤에, 가슴과 뱃가죽을 수십번에 걸쳐서 회뜬 직후 사지를 발라내고 목을 치는 방식으로 바뀌었다.
서구의 중국 진출 이후 서양인들에 의해 그 형벌이 알려졌고, 유럽의 제국주의자들은 이를 중국의 야만성과 동일시하려고 하였다.

#### 중화민국 시기
1905년, 청나라의 연호로는 광서(光緖) 4년에 공식적으로 폐지되었으나, 쑨원이 일으킨 신해혁명 이후의 중화민국 시대에 다시 능지형이 부활되어 청나라 관리 출신의 탐관오리나 부패부호들이 이 형에 처해졌다.

### 형집행 이후
대개 능지형이 끝난 후 토막난 몸(뼈대만 남는 경우가 대부분)은 처형 직전에 입고 있었던 옷을 놓은 대바구니에 담겨 장대끝에 내장과 머리와 함께 걸리며, 처형 이튿날에는 각지로 보내져서 경계의 목적으로 쓰였다.

## 한국
한국에서는 공민왕 때부터 이 형벌에 대한 기록이 있다.
중국의 형벌제도를 도입한 조선에서도 능지형이 집행되었으며 특히 태종, 세조, 연산군, 광해군 때에 이 형벌이 많이 행해졌다.
한국에서는 죄인의 사지를 말이나 소 등에 묶고 각 방향으로 달리게 하여 사지를 찢는 형벌인 거열(車裂), 오우분시(五牛分屍)가 능지처참으로 잘못 알려져 있다. 거열이나 능지나 사형수의 신체를 조각내어 죽인다는 공통점이 있기 때문에 종종 거열과 능지를 혼동할 수 있다. 하지만 방법은 차이가 있는데 거열은 사지를 소나 말에 묶고 달리는 방법으로 신체를 찢어죽이지만 능지는 사형수의 신체를 작은 조각으로 하나하나 잘라내는 방법으로 죽이는 차이가 있다. 이 형벌 역시 고대 중국에서부터 내려온 형벌이며, 중세 유럽과 한국에서 집행되었다.
이 형벌은 인조 때 엄격하게 금지되었으나, 실질적으로 폐지되지 않다가 1894년(고종 31년), 갑오개혁 후 완전히 폐지되었다.

## 참고 문헌
위키미디어 공용에 능지 관련 미디어 분류가 있습니다.

## 같이 보기
- 거열(車裂)
- 장화홍련전
- 육시